# Zentralrat der Ex-Muslime
Der Zentralrat der Ex-Muslime und sonstiger nichtreligiöser Menschen e. V. (kurz Zentralrat der Ex-Muslime oder ZdE) ist eine am 21. Januar 2007 in Köln gegründete Vereinigung von religionsfreien, säkular denkenden Menschen, die entweder muslimischen Glaubens waren oder aber aus einem muslimisch geprägten Land stammen.

## Gründung und Ziele
Zu den zehn Gründungsmitgliedern gehören die iranische Kommunistin und Frauenrechtlerin Mina Ahadi (als Vorsitzende), die in ihrem Heimatland 1981 zum Tode verurteilt wurde, die Publizistin Arzu Toker (bis September 2007 stellvertretende Vorsitzende) und Nur Gabbari, der Sohn eines irakischen Geistlichen. Vorsitzende ist neben Mina Ahadi seit 2011 Nazanin Borumand (Pseudonym), die nach der islamischen Revolution 1985 mit 19 Jahren von Teheran nach Hamburg emigriert war. Laut Satzung kann jeder Mensch Mitglied werden, der die Ziele des Vereins anerkennt, gleich ob er einmal Muslim war, aus einem muslimischen Land stammt oder keine Verbindungen zum Islam hat. Angehörige der letztgenannten Gruppe können allerdings nur außerordentliche Mitglieder werden.
Die Gründung der Vereinigung stellt einen Tabubruch dar, da im Islam eine Abkehr vom Glauben (Apostasie) nicht vorgesehen ist und mit der Todesstrafe bedroht wird (in einigen Ländern gilt diese Strafandrohung auch heute). Auch die Wahl des Namens ist provokant, da er auf den Zentralrat der Muslime in Deutschland anspielt, der etwa 20.000 von über drei Millionen Muslimen in Deutschland repräsentiert, und dessen Name sich wiederum an den Zentralrat der Juden in Deutschland anlehnt.
In einem Interview des Spiegel erklärte die Vorsitzende Ahadi:

„Die [islamischen] Verbände [in Deutschland] tun so, als sprächen sie für alle – und werden teilweise von deutscher Seite auch so anerkannt. […] Wir müssen ein Zeichen dagegen setzen und sagen: Nicht in unserem Namen. […] Wir sind säkulare Humanisten. Diesen Menschen wollen wir eine Stimme geben. […] Wir treten für Menschenrechte ein. […] Wir wollen eine neue Bewegung schaffen, auch in anderen europäischen Ländern. […] Wir wollen einen Gegenpol zu den muslimischen Organisationen bilden.“

Einzelheiten zu seinen Zielen hat der Zentralrat der Ex-Muslime auf einer Pressekonferenz im Saal der Bundespressekonferenz am 28. Februar 2007 öffentlich gemacht. Hier wurde auch die Kampagne „Wir haben abgeschworen!“ begonnen, die auf die Kampagne der Frauenbewegung „Wir haben abgetrieben!“ anspielt. Unter anderem durch diese – vom Philosophen Michael Schmidt-Salomon geleitete – Kampagne sollen Ideen der Aufklärung den Islam erreichen.
Vergleichbare Ziele hat die Initiative „Secular Islam“ des Islamkritikers Ibn Warraq, der zu den Unterzeichnern des Manifestes der 12 gehört und Herausgeber des Buches Leaving Islam. Apostates speak out ist.
Der Zentralrat der Ex-Muslime wird unterstützt von der Giordano-Bruno-Stiftung, vom Internationalen Bund der Konfessionslosen und Atheisten (IBKA), vom Bund für Geistesfreiheit Bayern sowie vom Humanistischen Pressedienst (hpd). Die Kritische Islamkonferenz ist ein gemeinsames Projekt des Zentralrats und der Giordano-Bruno-Stiftung.

## Verfassungsschutzberichte
Das Bundesamt für Verfassungsschutz führte in seinen Berichten für die Jahre 2010 und 2011 unter anderem den „Zentralrat der Ex-Muslime“ als eine „Umfeldorganisation“ der Arbeiterkommunistischen Partei Irans auf. Das BfV spricht hier von einem Verdachtsfall, womit gemeint ist, dass „hinreichend gewichtige Anhaltspunkte für den Verdacht extremistischer Bestrebungen vorliegen“, jedoch die „im Hinblick auf einen Personenzusammenschluss vorliegenden tatsächlichen Anhaltspunkte eine Bewertung als extremistisch noch nicht rechtfertigen“ würden.

## Reaktionen im Ausland
Seit der Gründung des ZdE sind in anderen westeuropäischen Ländern mit nennenswerter muslimischer Minderheit ähnliche Organisationen entstanden – darunter der Centralrådet ex-muslimer i Skandinavien und der Council of ex-Muslims of Britain. Die Ziele sind mit denen des ZdE Zentralrats vergleichbar, etwa die Forderung, den Einfluss des politischen Islams zurückzudrängen.
Am 25. Februar 2010 wurde die Gründung des Zentralrats der Ex-Muslime in Österreich bekanntgegeben. Die aus bosnischen, türkischen und iranischen Einwandererfamilien stammenden Vereinsmitgründer zielen dabei auf Aufklärung unter Muslimen, unter anderem darüber, dass Kopftuch und Minarette elitäre Zeichen des Islam seien und dass es unter Muslimen einen starken, oft als Israelkritik bemäntelten Antisemitismus gebe. Am 7. November 2011 gab Mitgründer Cahit Kaya die Auflösung des Zentralrates der Ex-Muslime in Österreich und Gründung einer Initiative Ex-Muslime bekannt.

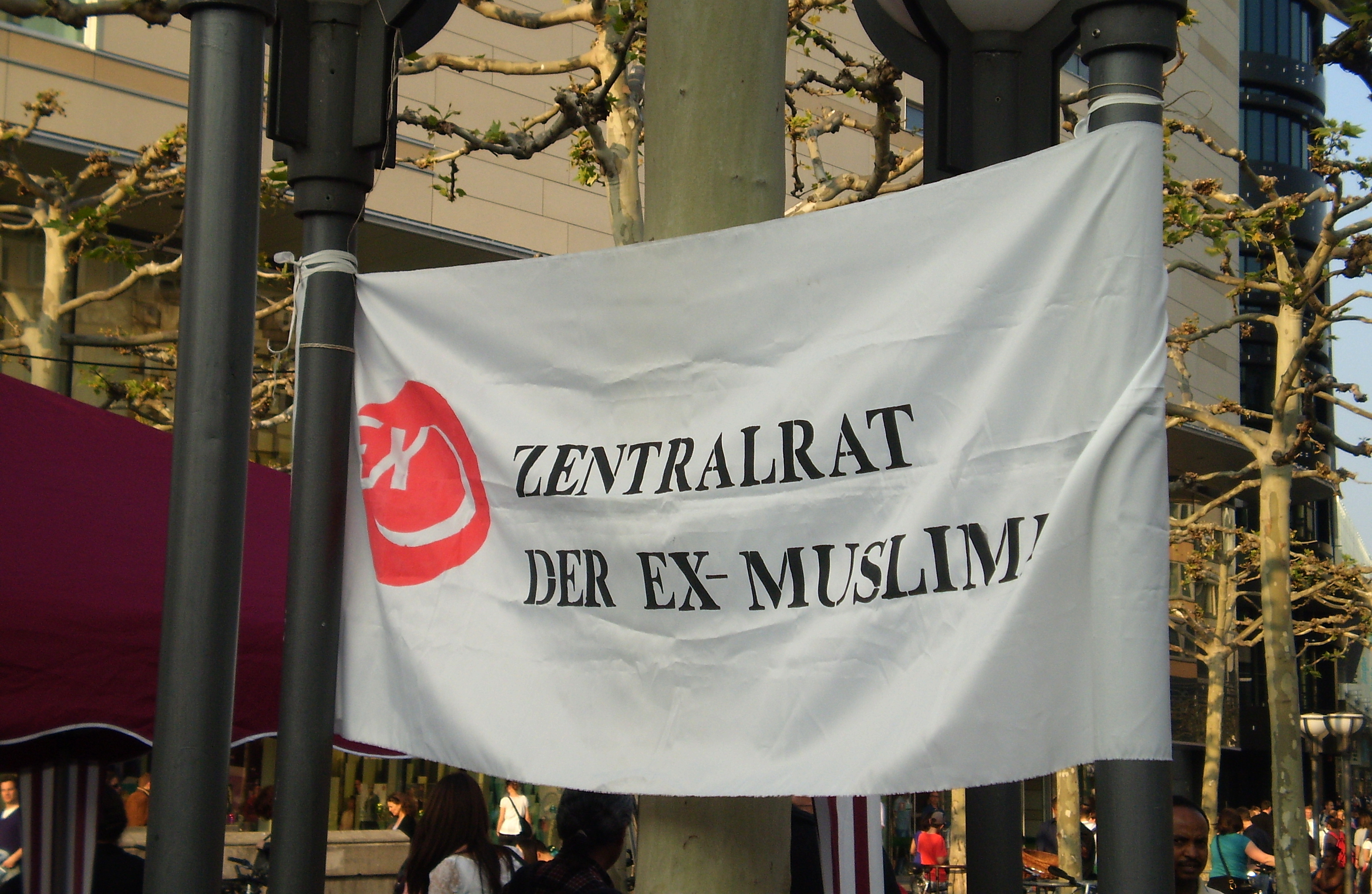
Transparent des Zentralrats der ex Muslime bei einer Gegendemonstration in Frankfurt am Main 2011.

## Beschneidungsdebatte
Der ZdE bezeichnete die Beschneidung von Kindern als „Kindesmisshandlung unter religiösem Vorwand“.